# Pyrola acuminata
Pyrola acuminata là một loài thực vật có hoa trong họ Thạch nam. Loài này được (Opiz) Rydb. miêu tả khoa học đầu tiên.